# Euphorbia camagueyensis
Euphorbia camagueyensis là một loài thực vật có hoa trong họ Đại kích. Loài này được (Millsp.) Urb. mô tả khoa học đầu tiên năm 1924.